# UCI-Mountainbike-Weltcup 1993
Beim UCI-Mountainbike-Weltcup 1993 wurden durch die Union Cycliste Internationale Weltcup-Sieger im Cross-Country und erstmals im Downhill ermittelt.
Die Wettbewerbe im Cross-Country XCO fanden an zehn unterschiedlichen Weltcup-Stationen in Europa und Nordamerika statt, im Downhill wurden insgesamt sechs Rennen ausgetragen.

## Cross-Country

### Frauen Elite
| Rnd | Datum        | Ort                | Erste           | Zweite         | Dritte             |
| --- | ------------ | ------------------ | --------------- | -------------- | ------------------ |
| 1   | 25. April    | Barcelona          | Juliana Furtado | Alison Sydor   | Caroline Alexander |
| 2   | 2. Mai       | Bassano del Grappa | Juliana Furtado | Alison Sydor   | Chantal Daucourt   |
| 3   | 9. Mai       | Houffalize         | Juliana Furtado | Alison Sydor   | Silvia Fürst       |
| 4   | 20. Juni     | Mount Snow         | Juliana Furtado | Ruthie Matthes | Chantal Daucourt   |
| 5   | 27. Juni     | Mont Sainte-Anne   | Juliana Furtado | Ruthie Matthes | Sara Ballantyne    |
| 6   | 4. Juli      | Bromont            | Juliana Furtado | Alison Sydor   | Ruthie Matthes     |
| 7   | 11. Juli     | Vail               | Juliana Furtado | Ruthie Matthes | Susan DeMattei     |
| 8   | 25. Juli     | Mammoth Lakes      | Juliana Furtado | Susan DeMattei | Jill Smith         |
| 9   | 29. August   | Plymouth           | Ruthie Matthes  | Susan DeMattei | Jill Smith         |
| 10  | 4. September | Berlin             | Juliana Furtado | Alison Sydor   | Ruthie Matthes     |

Gesamtwertung
| Platz | Name            | Punkte |
| ----- | --------------- | ------ |
| 1.    | Juliana Furtado |        |
| 2.    | Ruthie Matthes  |        |
| 3.    | Alison Sydor    |        |

### Männer Elite
| Rnd | Datum        | Ort                | Erster              | Zweiter             | Dritter            |
| --- | ------------ | ------------------ | ------------------- | ------------------- | ------------------ |
| 1   | 25. April    | Barcelona          | Thomas Frischknecht | Peter Hric          | Daryl Price        |
| 2   | 2. Mai       | Bassano del Grappa | Mike Kluge          | Thomas Frischknecht | Daniele Bruschi    |
| 3   | 9. Mai       | Houffalize         | Mike Kluge          | John Tomac          | Jan Wiejak         |
| 4   | 20. Juni     | Mount Snow         | Thomas Frischknecht | Peter Hric          | David Wiens        |
| 5   | 27. Juni     | Mont Sainte-Anne   | David Juarez        | Thomas Frischknecht | Peter Hric         |
| 6   | 4. Juli      | Bromont            | Gerhard Zadrobilek  | Tim Gould           | John Tomac         |
| 7   | 11. Juli     | Vail               | Beat Wabel          | Don Myrah           | John Weissenrieder |
| 8   | 25. Juli     | Mammoth Lakes      | David Wiens         | Tim Gould           | John Tomac         |
| 9   | 29. August   | Plymouth           | David Baker         | Ned Overend         | John Tomac         |
| 10  | 4. September | Berlin             | Henrik Djernis      | Albert Iten         | John Tomac         |

Gesamtwertung
| Platz | Name                | Punkte |
| ----- | ------------------- | ------ |
| 1.    | Thomas Frischknecht |        |
| 2.    | John Tomac          |        |
| 3.    | Peter Hric          |        |

## Downhill

### Frauen Elite
| Rnd | Datum      | Ort              | Erste            | Zweite           | Dritte          |
| --- | ---------- | ---------------- | ---------------- | ---------------- | --------------- |
| 1   | 6. Juni    | Cap-d’Ail        | Giovanna Bonazzi | Regina Stiefl    | Rita Bürgi      |
| 2   | 13. Juni   | Lillehammer      | Regina Stiefl    | Giovanna Bonazzi | Brigitta Kasper |
| 3   | 27. Juni   | Mont Sainte-Anne | Missy Giove      | Regina Stiefl    | Penny Davidson  |
| 4   | 10. Juli   | Vail             | Missy Giove      | Giovanna Bonazzi | Penny Davidson  |
| 5   | 31. Juli   | Hunter Mountain  | Regina Stiefl    | Giovanna Bonazzi | Leigh Donovan   |
| 6   | 15. August | Kaprun           | Regina Stiefl    | Giovanna Bonazzi | Missy Giove     |

Gesamtwertung
| Platz | Name             | Punkte |
| ----- | ---------------- | ------ |
| 1.    | Regina Stiefl    |        |
| 2.    | Giovanna Bonazzi |        |
| 3.    | Missy Giove      |        |

### Männer Elite
| Rnd | Datum      | Ort              | Erster           | Zweiter            | Dritter            |
| --- | ---------- | ---------------- | ---------------- | ------------------ | ------------------ |
| 1   | 6. Juni    | Cap-d’Ail        | Nicolas Vouilloz | Jürgen Beneke      | Stefano Migliorini |
| 2   | 13. Juni   | Lillehammer      | Rune Høydahl     | Jürgen Beneke      | Morten Jemtegaard  |
| 3   | 27. Juni   | Mont Sainte-Anne | John Tomac       | Dave Cullinan      | Jake Watson        |
| 4   | 10. Juli   | Vail             | Dave Cullinan    | Jimmy Deaton       | Stefano Migliorini |
| 5   | 31. Juli   | Hunter Mountain  | Jürgen Beneke    | Stefano Migliorini | John Tomac         |
| 6   | 15. August | Kaprun           | Jürgen Beneke    | Jürgen Sprich      | John Tomac         |

Gesamtwertung
| Platz | Name               | Punkte |
| ----- | ------------------ | ------ |
| 1.    | Jürgen Beneke      |        |
| 2.    | John Tomac         |        |
| 3.    | Stefano Migliorini |        |